# Moravskoslezská fotbalová liga 2001/2002
V soubojích jedenáctého ročníku Moravskoslezské fotbalové ligy 2001/02 se utkalo 16 týmů každý s každým dvoukolovým systémem podzim–jaro. Tento ročník začal v sobotu 4. srpna 2001 a skončil v sobotu 22. června 2002.
Do II. ligy postoupila první dvě mužstva, poslední dvě sestoupila do Divize E a soutěž opustil taktéž třináctý FC Biocel Vratimov, který se přihlásil do I. A třídy Moravskoslezského kraje - sk. B (6. nejvyšší soutěž).

## Nové týmy v sezoně 2001/02
- Ze II. ligy 2000/01 sestoupila do MSFL mužstva FK Fotbal Třinec a FC Karviná.
- Z Divize D 2000/2001 postoupilo vítězné mužstvo SK Hanácká Slavia Kroměříž a z Divize E 2000/01 postoupilo vítězné mužstvo SK UNO Zábřeh-Zvole.

## Nejlepší střelec
Nejlepším střelcem sezony se stal Marek Hošťálek z FK Bystřice pod Hostýnem, který soupeřům nastřílel 17 branek. O druhou příčku se podělili Roman Hendrych z Dolních Kounic a Luboš Knoflíček z Tatranu Poštorná, kteří soupeřům nastříleli po 15 brankách.

## Konečná tabulka
Zdroj: 
| Poř. | Tým                            | Z  | V  | R  | P  | VG | OG | B  |
| ---- | ------------------------------ | -- | -- | -- | -- | -- | -- | -- |
| 1.   | FK Kunovice                    | 30 | 17 | 8  | 5  | 54 | 23 | 59 |
| 2.   | FC Group Dolní Kounice         | 30 | 17 | 8  | 5  | 57 | 27 | 59 |
| 3.   | SK Hanácká Slavia Kroměříž (N) | 30 | 14 | 7  | 9  | 43 | 34 | 49 |
| 4.   | FK Bystřice pod Hostýnem       | 30 | 14 | 6  | 10 | 46 | 41 | 48 |
| 5.   | FC Baník Ostrava „B“           | 30 | 13 | 9  | 8  | 50 | 35 | 48 |
| 6.   | SK UNEX Uničov                 | 30 | 12 | 8  | 10 | 35 | 35 | 44 |
| 7.   | SK Tatran Poštorná             | 30 | 11 | 10 | 9  | 42 | 30 | 43 |
| 8.   | FC Stavo Artikel Brno „B“      | 30 | 12 | 7  | 11 | 34 | 34 | 43 |
| 9.   | FC VMG Kyjov                   | 30 | 10 | 9  | 11 | 33 | 34 | 39 |
| 10.  | 1. FC Synot „B“                | 30 | 11 | 4  | 15 | 38 | 38 | 37 |
| 11.  | FC MSA Dolní Benešov           | 30 | 9  | 9  | 12 | 38 | 44 | 36 |
| 12.  | Fotbal Třinec (S)              | 30 | 8  | 10 | 12 | 25 | 44 | 34 |
| 13.  | FC Biocel Vratimov             | 30 | 9  | 7  | 14 | 34 | 51 | 34 |
| 14.  | FK VP Frýdek-Místek            | 30 | 8  | 6  | 16 | 39 | 51 | 30 |
| 15.  | SK UNO Zábřeh-Zvole (N)        | 30 | 8  | 6  | 16 | 27 | 55 | 30 |
| 16.  | FC Karviná (S)                 | 30 | 8  | 4  | 18 | 28 | 47 | 28 |

Poznámky:
- Z = Odehrané zápasy; V = Vítězství; R = Remízy; P = Prohry; VG = Vstřelené góly; OG = Obdržené góly; B = Body; (S) = Mužstvo sestoupivší z vyšší soutěže; (N) = Mužstvo postoupivší z nižší soutěže (nováček)
- O pořadí na 1. a 2. místě rozhodla bilance vzájemných zápasů: Kunovice – Dolní Kounice 2:0, Dolní Kounice – Kunovice 0:2
- O pořadí na 4. a 5. místě rozhodla bilance vzájemných zápasů: Bystřice pod Hostýnem – Ostrava B 3:1, Ostrava B – Bystřice pod Hostýnem 1:2
- O pořadí na 7. a 8. místě rozhodlo lepší skóre Poštorné, bilance vzájemných zápasů byla vyrovnaná: Poštorná – Brno B 0:0, Brno B – Poštorná 1:1
- O pořadí na 12. a 13. místě rozhodla bilance vzájemných zápasů: Třinec – Vratimov 3:1, Vratimov – Třinec 2:2
- O pořadí na 14. a 15. místě rozhodla bilance vzájemných zápasů: Frýdek-Místek – Zábřeh 3:1, Zábřeh – Frýdek-Místek 1:1

|  | Postup do II. ligy 2002/03                                      |
|  | Přihláška do I. A třídy Moravskoslezského kraje – sk. B 2002/03 |
|  | Sestup do Divize E 2002/2003                                    |

## Výsledky
Zdroj: 
|                            | KAR | TRI | KUN | POS | KYJ | BRN | OVA | BPH | DBE | VRA | DKO | UNI | FRM | SYN | KRO | ZAB |
| -------------------------- | --- | --- | --- | --- | --- | --- | --- | --- | --- | --- | --- | --- | --- | --- | --- | --- |
| FC Karviná                 | —   | 0:1 | 0:1 | 2:1 | 1:2 | 0:0 | 1:4 | 0:1 | 2:3 | 3:1 | 0:4 | 0:1 | 1:2 | 1:0 | 1:3 | 1:0 |
| Fotbal Třinec              | 1:0 | —   | 0:0 | 1:1 | 0:3 | 0:1 | 0:1 | 3:2 | 1:0 | 3:1 | 1:0 | 0:0 | 1:1 | 1:1 | 2:1 | 1:0 |
| FK Kunovice                | 3:0 | 5:0 | —   | 2:0 | 2:1 | 2:0 | 2:1 | 1:3 | 1:1 | 4:1 | 2:0 | 3:0 | 1:1 | 1:0 | 4:0 | 1:1 |
| SK Tatran Poštorná         | 4:1 | 1:1 | 0:3 | —   | 0:2 | 0:0 | 2:1 | 3:0 | 1:2 | 5:0 | 0:1 | 1:0 | 3:1 | 0:1 | 2:2 | 6:1 |
| FC VMG Kyjov               | 2:2 | 1:0 | 0:3 | 1:1 | —   | 0:2 | 1:1 | 2:0 | 4:1 | 0:2 | 0:0 | 0:0 | 2:2 | 1:0 | 2:0 | 1:0 |
| FC Stavo Artikel Brno „B“  | 0:2 | 4:1 | 1:3 | 1:1 | 1:0 | —   | 0:3 | 2:1 | 0:0 | 0:2 | 0:2 | 0:0 | 1:0 | 2:0 | 4:1 | 4:0 |
| FC Baník Ostrava „B“       | 2:2 | 2:0 | 2:2 | 0:0 | 1:1 | 0:4 | —   | 1:2 | 1:2 | 3:0 | 0:0 | 2:2 | 3:2 | 1:0 | 2:1 | 4:0 |
| FK Bystřice pod Hostýnem   | 0:1 | 1:1 | 1:0 | 2:1 | 3:1 | 1:1 | 3:1 | —   | 0:2 | 2:0 | 1:1 | 2:1 | 2:1 | 4:0 | 2:2 | 2:2 |
| FC MSA Dolní Benešov       | 1:1 | 1:0 | 2:3 | 1:2 | 0:0 | 1:0 | 1:4 | 1:2 | —   | 0:0 | 1:1 | 3:0 | 5:1 | 0:1 | 1:1 | 2:1 |
| FC Biocel Vratimov         | 2:1 | 2:2 | 0:0 | 1:1 | 0:1 | 2:1 | 1:1 | 2:3 | 3:2 | —   | 2:2 | 1:2 | 1:1 | 2:0 | 1:2 | 0:2 |
| FC Group Dolní Kounice     | 4:1 | 1:1 | 0:2 | 0:0 | 2:1 | 4:0 | 3:1 | 2:1 | 3:0 | 3:0 | —   | 4:2 | 1:0 | 0:3 | 2:1 | 7:1 |
| SK UNEX Uničov             | 1:0 | 6:0 | 1:0 | 0:0 | 2:1 | 1:3 | 1:1 | 2:0 | 1:0 | 1:2 | 1:1 | —   | 1:0 | 2:0 | 0:0 | 2:0 |
| FK VP Frýdek-Místek        | 0:2 | 2:1 | 1:1 | 0:1 | 3:1 | 0:1 | 0:3 | 1:2 | 4:3 | 0:1 | 1:3 | 4:1 | —   | 3:0 | 2:1 | 3:1 |
| 1. FC Synot „B“            | 1:2 | 3:0 | 4:1 | 1:2 | 4:2 | 1:1 | 0:1 | 3:1 | 1:1 | 1:0 | 3:1 | 5:1 | 4:2 | —   | 0:0 | 0:1 |
| SK Hanácká Slavia Kroměříž | 1:0 | 2:2 | 0:0 | 2:1 | 1:0 | 1:0 | 1:0 | 2:1 | 4:0 | 4:1 | 1:2 | 1:0 | 2:0 | 2:0 | —   | 2:1 |
| SK UNO Zábřeh-Zvole        | 1:0 | 1:0 | 2:1 | 0:2 | 0:0 | 3:0 | 1:3 | 1:1 | 1:1 | 1:3 | 0:3 | 1:3 | 1:1 | 2:1 | 1:0 | —   |

## Soupisky mužstev

### FC Baník Ostrava „B“
Petr Bolek (-/0),
Michal Daněk (-/0),
Lukáš Paleček (-/0),
Martin Raška (-/0),
Kamil Susko (-/0) -
Aleš Besta (-/1),
Petr Bílek (fotbalista) (-/0),
Aleš Broulík (-/7),
David Bystroň (-/1),
Bronislav Červenka (-/0),
Jan Daněk (-/0),
Peter Drozd (-/1),
Josef Dvorník (-/0),
Roman Fischer (-/0),
David Helísek (-/1),
Zdeněk Hrňa (-/1),
T. Ineman (-/0),
F. Kadlčák (-/1),
Rostislav Kiša (-/0),
R. Koudelný (-/0),
Přemysl Krpec (-/9),
Lubomír Kubica (-/0),
K. Kuchař (-/2),
Mario Lička (-/3),
Lukáš Magera (-/4),
Michal Papadopulos (-/4),
Michal Prokeš (-/0),
L. Spisár (-/0),
Martin Sviták (-/2),
Marek Špilár (-/0),
Petr Švach (-/8),
R. Švec (-/0),
Radim Wozniak (-/1),
Jan Žižka (-/3) -
trenér Václav Daněk

### SK Tatran Poštorná
P. Aleksejevič (-/0),
David Galla (-/2) –
P. Bartoš (-/0),
J. Boguský (-/0),
M. Černý (-/0),
P. Darmovzal (-/0),
T. Duda (-/0),
F. Hanus (-/0),
Jan Havlíček (-/0),
T. Holoubek (-/0),
M. Janíček (-/4),
Martin Kalvoda (-/2),
Dalibor Karnay (-/3),
Luboš Knoflíček (-/15),
Lukáš Kozubík (-/2),
M. Lepeška (-/1),
Jaroslav Marx (-/1),
P. Moučka (-/1),
Lukáš Nechvátal (-/2),
K. Novotný (-/2),
J. Pekár (-/0),
Tomáš Pekný (-/0),
K. Prachař (-/1),
J. Robotka (-/0),
T. Straka (-/0),
Erik Szeif (-/1),
K. Vajbar (-/0),
Vladimír Vítek (-/0) –
trenéři Radek Rabušic a Tibor Duda

### FC Stavo Artikel Brno „B“
Peter Brezovan (-/0),
Martin Doležal (-/0), 
Radim Vlasák (-/0) –
Tomáš Abrahám (-/1),
Petr Baštař (-/0),
Michal Belej (-/4),
D. Bradáč (-/0),
Marcel Cupák (-/0),
Libor Došek (-/2),
Martin Dupal (-/0),
... Furch (-/0),
Lukáš Hlavatý (-/0),
L. Jirásek (-/0),
Lukáš Jiříkovský (-/3),
M. Kropáček (-/0),
Karel Kroupa (-/3),
Miloš Krško (-/0),
Patrik Křap (-/0),
Petr Křivánek (-/0),
Milan Macík (-/1),
T. Máša (-/0),
Pavel Mezlík (-/4),
Radek Mezlík (-/0),
Petr Musil (-/3),
Tomáš Návrat (-/0),
T. Němec (-/1),
T. Ondráček (-/0),
Jaromír Paciorek (-/1),
Zdeněk Partyš (-/0),
Martin Pěnička (-/0),
M. Poredský (-/2),
Š. Řehák (-/0),
Aleš Schuster (-/2),
Petr Schwarz (-/1),
Pavel Simr (-/4),
V. Stehlík (-/0),
M. Stér (-/0),
L. Svat (-/1),
R. Šimek (-/0),
Pavel Šustr (-/0),
T. Valihrach (-/0),
Pavel Vojtíšek (-/0),
J. Zich (-/0),
Marek Zúbek (-/0),
Martin Živný  (-/1) –
trenér Stanislav Schwarz

### 1. FC SYNOT „B“
David Křivánek (-/0),
Dušan Melichárek (-/0),
Miroslav Ondrůšek (-/0) –
Martin Abraham (-/0),
Ladislav Beníček (-/1),
Zdeněk Botek (-/1),
Milan Boušek (-/0),
Radek Buchta (-/0),
Václav Činčala (-/1),
Roman Dobeš (-/0),
... Dobiáš (-/0),
M. Faldyna (-/1),
Petr Faldyna (-/0),
P. Havlík (-/0),
Miroslav Hlahůlek (-/0),
Alexander Homér (-/1),
Nikola Hrbek (-/0),
Pavel Chlachula (-/0),
Marek Janoušek (-/0),
Pavol Kopačka (-/1),
Dalibor Koštuřík (-/2),
Jiří Kowalík (-/1),
Radim Krupník (-/1),
Petr Lysáček (-/0),
M. Lysoněk (-/0),
Alexandr Machala (-/0),
Vladimír Malár (-/1),
Michal Meduna (-/3),
Tomáš Mica (-/0),
Roman Mikulášek (-/0),
Jan Míl (-/2),
Pavel Němčický (-/0),
R. Obal (-/6),
Michal Ordoš (-/0),
Tomáš Polách (-/0),
P. Polášek (-/0),
Lubomír Průdek (-/3),
M. Rak (-/0),
Martin Remeš (-/0),
Lukáš Rohovský (-/0),
Dalibor Slezák (-/1),
Petr Slončík (-/0),
Libor Soldán (-/0),
L. Soviš (-/2),
Tomáš Stýskal (-/0),
... Šácha (-/0),
Veliče Šumulikoski (-/1),
Jan Trousil (-/2),
Milan Válek (-/2),
P. Velecký (-/2),
Roman Veselý (-/0),
Jiří Vojtěšek (-/1),
M. Vojtíšek (-/0),
M. Zalubil (-/0) –
trenér Petr Vařecha